# Ottakring
Ottakring (pronunciación alemana: [ˈɔtɐˌkʀɪŋ]) es el distrito 16 de la ciudad de Viena, Austria (alemán: 16. Bezirk, Ottakring). Se encuentra al oeste de los distritos centrales, al norte de Penzing y al sur de Hernals. Ottakring tiene algunas áreas urbanas densamente pobladas con muchos edificios residenciales. Se formó a partir de los pueblos independientes de Ottakring y Neulerchenfeld en 1892.

## Geografía
El distrito de Ottakring está ubicado en la parte occidental de Viena, entre Gürtel (una calle importante alrededor de Viena) y las colinas de Wienerwald (bosque de Viena). El distrito de Hernals limita al norte, Josefstadt y Neubau al este, y Rudolfsheim-Fünfhaus y Penzing al sur. Los puntos más altos del distrito son el Gallitzinberg (449 m), también conocido como Wilheminenberg porque en su ladera se encuentra un palacio (Schloss Wilheminenberg).
Los edificios varían considerablemente en estilo. La clase trabajadora se instaló alrededor de las industrias y fábricas cercanas a Gürtel, lo que resultó en un denso patrón de tablero de ajedrez de viviendas residenciales. Un poco más arriba hay una colección de villas alrededor del cementerio de Ottakring rodeadas por una gran cantidad de árboles de hoja caduca.
El distrito está compuesto por un 36,7% de espacios verdes (de los cuales un 22% son bosques), un 45,4% de edificios y un 17,9% de transporte. Thaliastraße es la calle más concurrida y comercialmente más importante del distrito. Un total de 1,23% de la superficie terrestre se utiliza para la agricultura. Los viñedos que alguna vez fueron importantes han desaparecido en su mayoría. Los jardines se encuentran principalmente alrededor del castillo Wilhelminenberg y hacia la frontera con Penzing.

## Historia

### El pueblo Ottakring

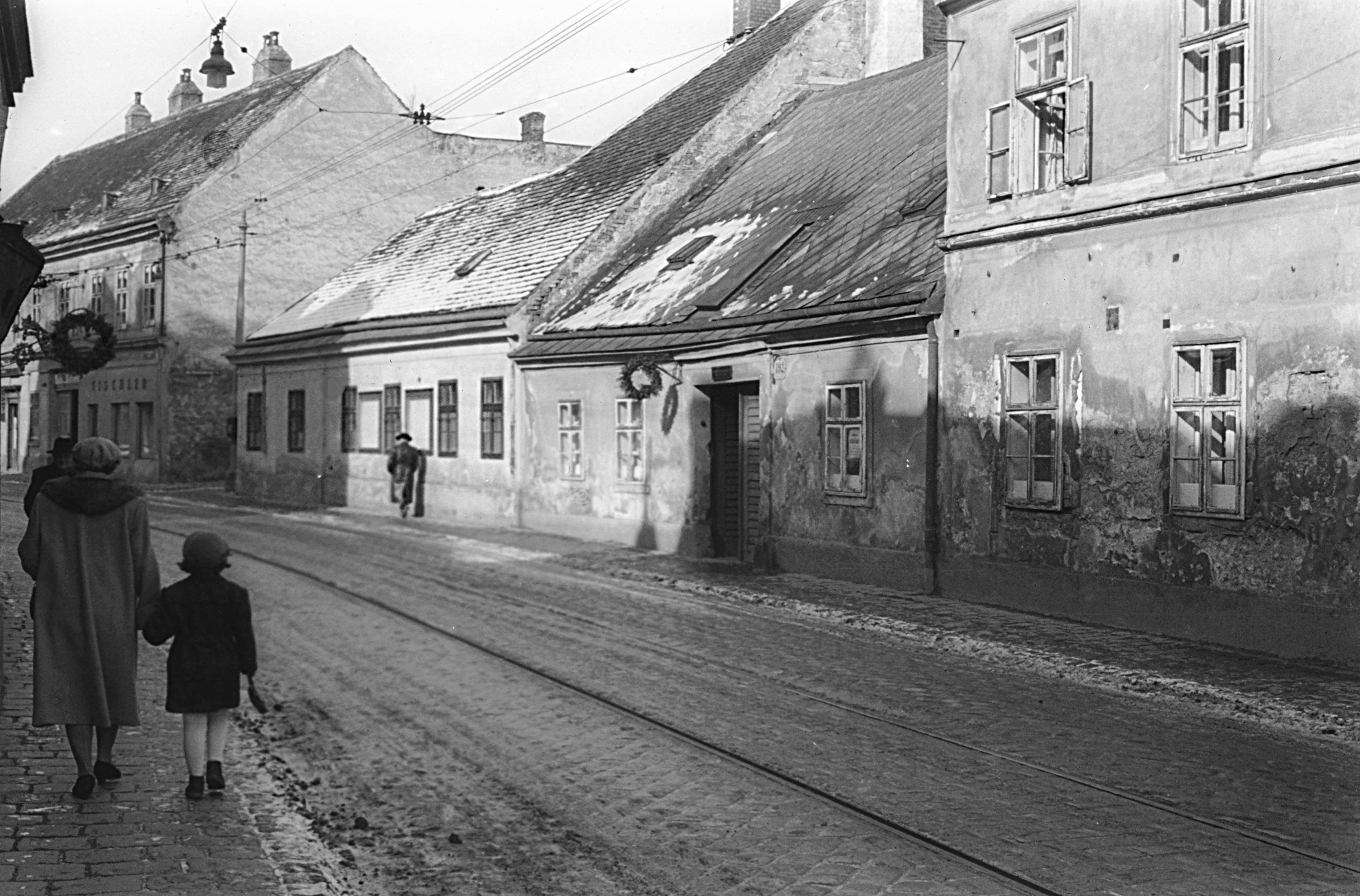
"Alt Ottakring" en 1955

El Ottakring original fue fundado hace unos 1000 años por colonos bávaros que talaron una pequeña porción de bosque en la ladera del Gallitzinberg que da a la ciudad. (Se desconoce la fecha exacta porque, como ocurre con la mayoría de los otros lugares de la zona, no ha sobrevivido ningún documento). Estaba situado donde se encuentra hoy el cementerio de Ottakring, a ambos lados de un arroyo (el Ottakringer Bach) que ahora ha desaparecido por completo de la vista. formando parte de los sistemas de drenaje de Viena. Originalmente, el Ottakringer Bach discurría por lo que hoy son las calles Ottakringer Straße, Abelegasse y Thaliastraße; a través de Lerchenfelderstraße y Minoritenplatz; y en el Donaukanal, un brazo del río Danubio. El asentamiento "más antiguo de Ottakring"  fue completamente destruido en 1683 durante la Batalla de Viena. El pueblo fue reconstruido río abajo en Ottakringer Bach, más cerca de Viena. Este núcleo, partes del cual sobrevivieron hasta la década de 1980, fue lo que se conoció como Alt-Ottakring en los siglos XIX y XX.

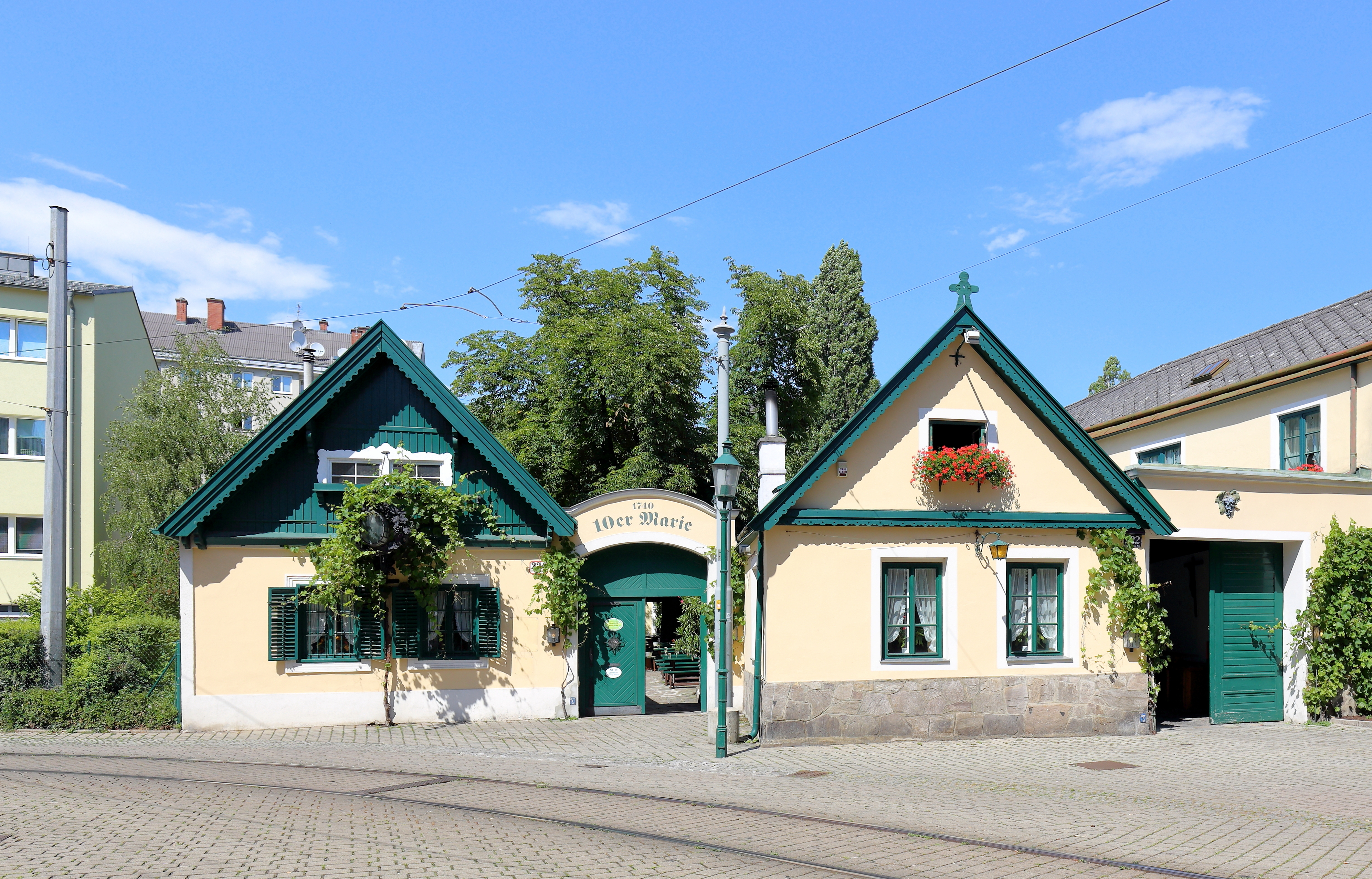
Tradicional Heuriger 10er Marie en Alt-Ottakring

### Anexión por Viena
En 1888, el emperador Francisco José I declaró que quería unir Viena con los pueblos de los alrededores. El gobierno de Baja Austria aprobó una ley, la Eingemeindung der Vororten zu Wien (Anexión de pueblos a Viena) en 1890. El 1 de enero de 1892 entró en vigor la resolución. A pesar de la resistencia inicial, los pueblos independientes de Ottakring y Neulerchenfeld se fusionaron en el distrito 16 de Viena, que tenía 106.861 habitantes.
Después de la anexión, el área experimentó un rápido crecimiento. En 1910, 177 687 personas vivían en Ottakring. Aunque el número de oportunidades de empleo era limitado, el número de trabajadores era extremadamente alto. Esto animó a las industrias a trasladarse a la zona.

### Las Guerras Mundiales y sus secuelas
Después de la Primera Guerra Mundial, la construcción residencial se disparó. Entre 1922 y 1934, se construyeron 28 Gemeindebauanlagen (proyectos de vivienda comunitaria/complejos de apartamentos municipales) con más de 4.517 apartamentos. Entre este número se encontraban los 1.587 apartamentos del Sandleitenhof, que era el complejo de apartamentos más grande de Viena hasta la fecha. El colapso económico de la década de 1930 trajo una gran adversidad al distrito con un aumento del desempleo de más del 50%. La breve guerra civil austríaca de 1934 trajo gran inestabilidad y enfrentamientos a la región. La insurgencia local dominó al ejército del Partido Socialdemócrata original, y los edificios residenciales escaparon en su mayoría ilesos. Sin embargo, hubo intensos combates en torno a las viviendas de los trabajadores en la calle Kreitnergasse.
Durante la Segunda Guerra Mundial, la defensa aérea de Viena y algunas partes del sureste del territorio del Tercer Reich se coordinaron desde el Gaugefechtsstand Wien, situado en Gallitzinberg.
Después de la guerra, Ottakring perteneció a la zona de Viena ocupada por los franceses (que fue dividida en cuartos y dividida entre los Aliados). Los esfuerzos para reconstruir el área fueron lentos al principio y finalmente se renovaron incluso las partes más antiguas del distrito. Los franceses reemplazaron el cuartel de Negerdörfel y la construcción continuó.

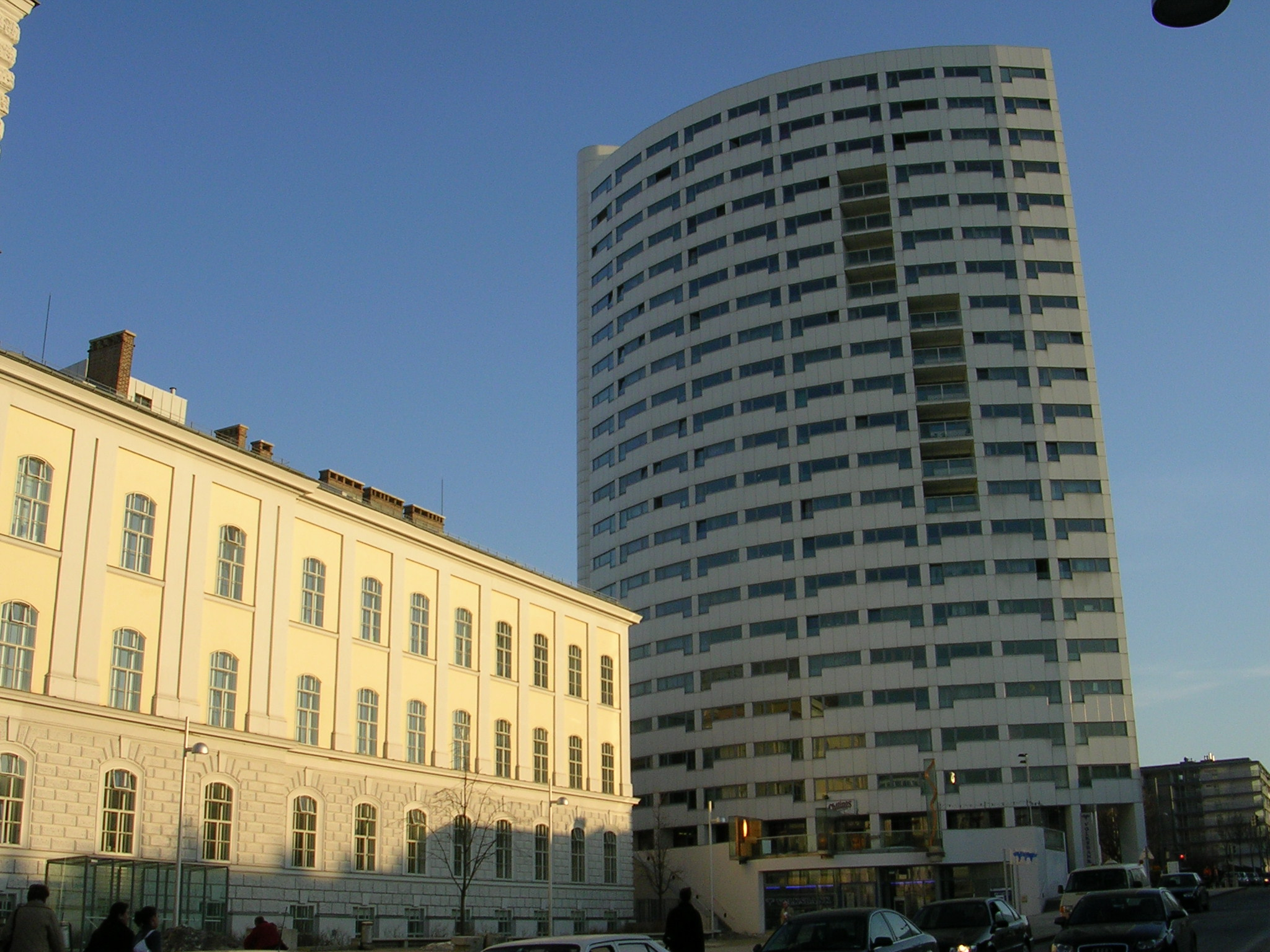
El Schwesternturm en la terminal de metro U3

La extensión de la línea de metro U3 a Ottakring en 1998 trajo la revitalización del vecindario a las áreas que rodean la nueva estación de metro. La estación sobre el suelo marcó el final de la línea U3 y se ganó el nombre de Schwesternturm (literalmente Torre Hermana, pero se origina en el alemán Krankenschwester, Enfermera) debido al uso secundario de este edificio residencial como alojamiento para enfermeras. Las fábricas vacías de una antigua compañía tabacalera y las tiendas en desuso bajo los arcos de Schnellbahn (trenes locales rápidos) se convirtieron en una escuela técnica (HTL, Höhere Technische Lehranstalt). Se puede llegar al centro de Viena en 13 minutos en metro.

## Demografía
Según Estadísticas de Austria, el crecimiento demográfico actual en Ottakring se debe casi exclusivamente a la migración desde más allá de las fronteras de Austria. De las 93.000 personas que se calcula que vivían en Ottakring en 2007, el 26 por ciento no tiene la ciudadanía austriaca y una parte importante de este estrato demográfico está poco integrada en la sociedad austriaca. Aproximadamente 12.000 residentes son originarios de Serbia o la exYugoslavia, y más de 4.000 de Turquía. Tienden a concentrarse en las partes antiguas, densamente pobladas y, a veces, desoladas del centro de la ciudad del distrito, mientras que las partes occidentales de Ottakring son de carácter suburbano, casi exclusivamente austriacas y relativamente prósperas. Los estadísticos demográficos de Viena predicen una exacerbación de esta división, lo que hace que la guetización sea una preocupación cada vez mayor.

## La 'Milla de los Balcanes'
La "Milla de los Balcanes" (también conocida como "Balkanstrasse") es un barrio ubicado en el límite de los distritos 17 y 16 de Viena, centrado a lo largo de la calle principal Ottakringer Straße. Tiene una alta concentración de cafés, restaurantes y clubes nocturnos yugoslavos, donde se habla principalmente el idioma serbio y se toca música Turbo Folk. Este tramo de la Ottakringer Straße se conoce comúnmente como la "Milla de los Balcanes" (Balkanmeile) y representa un enclave yugoslavo/ serbio en Viena.

## Política

### Gobierno distrital
La dirección fue elegida por votación común hasta 1918. Después de eso, los socialdemócratas designaron el distrito como distrito de trabajadores. El 4 de mayo de 1919, los socialdemócratas obtuvieron la gran mayoría de los votos y eligieron al ferroviario Johann Politzer como director de distrito. Ocupó el cargo hasta 1934, cuando el partido Frente Patriótico tomó el poder en Austria. Después de la caída de los nazis en noviembre de 1945, la gente pudo votar libremente por primera vez en 10 años. De los 30 puestos de gobierno, el SPÖ ganó 20 escaños, el ÖVP ganó 8 y el KPÖ ganó 2. El SPÖ mantuvo su dominio durante décadas, hasta principios de la década de 1990. En 1996, el FPÖ ganó mucha popularidad a expensas del SPÖ, cayendo el SPÖ del 50,54% al 40,58% y el FPÖ ganando el 30,59%. La tendencia se revirtió en 2001, cuando el SPÖ volvió a subir hasta el 49,45% y el FPÖ cayó hasta el 20,86%. Los Verdes tomaron el 12,54% en 2001, colocándolos casi al mismo nivel que el ÖVP, que tomó el 13,13%. El Foro Liberal perdió casi la mitad de sus apoyos y con un 2,47% se hizo con un solo escaño de representación.

### Escudo de armas
La mitad izquierda del escudo de armas representa la ciudad de Ottakring, que alguna vez fue independiente. Las 3 colinas verdes simbolizan las tres características importantes de Ottakring: Jubiläumswarte, Gallitzinberg y Predigtstuhl. El escudo de la cruz y el sombrero de mitra representan el monasterio de Klosterneuburg.
La mitad derecha del escudo de armas ilustra el origen del nombre de "Neulerchenfeld". Un alerce (alemán: Lärche) con alondras circulares (alemán: Lerche) se sienta en un campo (alemán: Feld), lo que le da el nombre de Neulerchenfeld ("nuevo campo de alondras").

## Economía
Las industrias se establecieron rápidamente en el distrito después de que se incorporara a Viena. En 1898 se abrió una fábrica de tabaco en Thaliastraße (Thalia Street). Otras nuevas empresas notables en Ottakring incluyeron industrias fotográficas, como Herlango, y fábricas que producen maquinaria industrial, como Österreichische Industriewerke Warchalowski y Eißler & Co. AG. La industria textil fue el mayor empleador. Después de la Segunda Guerra Mundial, muchas de las industrias se trasladaron a otras áreas, creando marcadas disparidades entre los barrios residenciales y las áreas con fábricas abandonadas. Las empresas más conocidas que aún operan en Ottakring son Ottakring Brewery y el tostador de café Julius Meinl.

## Turismo

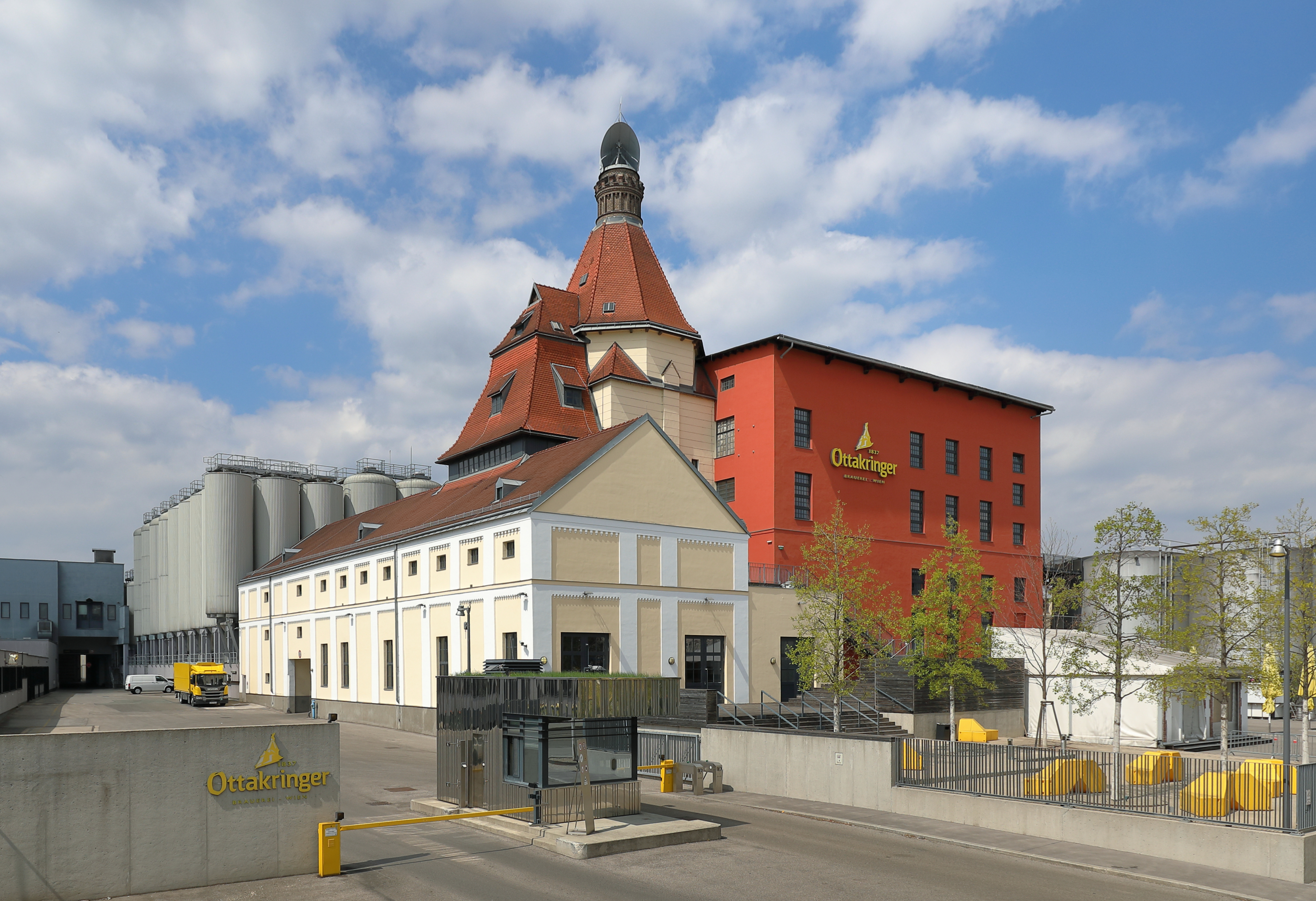
Cervecería Ottakring

- Observatorio kuffner
- Heuriger "10er Marie"

## Personas notables de Ottakring
- Arik Brauer, pintor (nacido en Ottakring)
- Michael Häupl, alcalde de Viena (vive en Ottakring)